# 양평동
양평동(楊坪洞)은 서울특별시 영등포구의 법정동이다.

## 개요
양평동 지역은 조선시대에는 경기도 금천현 상북면 양평리였다. 1914년 시흥군 북면 양평리에 속하였다가  1920년 시흥군 영등포면 관할이 되었다. 1931년 시흥군 영등포읍 양평리 변경되었고, 1936년 경성부에 편입되면서 양화정(楊花町)이 되었다. 해방후 1946년 영등포구 양평동으로 바뀌었다. 양화동도 1946년 10월 정(町)을 동으로 고칠 때 영등포구 양화동이 되었다.

## 법정동

### 양평1동
- 양평동1가
- 양평동2가
- 양평동3가

### 양평2동
- 양평동4가
- 양평동5가
- 양평동6가
- 양화동

## 교육
- 당산초등학교
- 선유초등학교
- 선유중학교
- 한강미디어고등학교
- 선유고등학교
- 관악고등학교

## 교통
- 서울 지하철 5호선
  - 양평 -- 영등포구청역
- 서울 지하철 9호선
  - 선유도역
- 양화대교
- 성산대교

## 볼거리
- 선유도공원
- 한강공원 양화지구

## 아파트
| 단지명              | 건설사              | 시행사                            | 주소                               | 입주              | 비고 |
| ------------------- | ------------------- | --------------------------------- | ---------------------------------- | ----------------- | ---- |
| 양평동 삼성         | 삼성물산㈜ 건설부문 |                                   | 영등포구 영등포로3길 9 (양평동2가) | 1998년 7월        |      |
| 양평현대 6차        | ㈜고려산업개발      | 양평동 현대연합주택조합           | 영등포구 선유로 207 (양평동3가)    | 2000년 12월       |      |
| 영등포자이 디그니처 | ㈜지에스건설        | 양평제12구역 도시환경정비사업조합 |                                    | 2026년 3월 (예정) |      |